# ADEN
El ADEN es un cañón revólver de 30 mm empleado en varios aviones de combate, especialmente en los de la RAF y la Fleet Air Arm. Desarrollado después de la Segunda Guerra Mundial para cumplir los requisitos del Ministerio del Aire británico sobre una mayor letalidad en el armamento de los aviones, el cañón era disparado eléctricamente y disparaba automáticamente una vez cargado.

## Diseño y desarrollo
El ADEN (llamado así por el Armament Development Establishment, donde fue diseñado, y la Royal Small Arms Factory de Enfield, donde fue producido) fue desarrollado a finales de la década de 1940 como un reemplazo para el viejo cañón automático Hispano-Suiza HS.404 de 20 mm empleado en los aviones británicos de la Segunda Guerra Mundial. Está basado (al igual que el DEFA francés y el M39 estadounidense) en el mecanismo del Mauser MG 213C/30, un cañón revólver experimental diseñado para la Luftwaffe, pero que no llegó a emplearse en combate. El ADEN entró en servicio con el Hawker Hunter en 1954 y fue empleado en cada avión británico hasta la aparición del Panavia Tornado en la década de 1980.
La versión actual es el ADEN Mk 4. A pesar de que su velocidad de boca de 741 m/s es considerablemente más baja que la del Hispano-Suiza (850 m/s), la bala mucho más grande y pesada hace que el ADEN sea más letal y tenga una mayor cadencia de disparo, de unos 1.300 disparos/minuto.
Una versión mejorada, el ADEN Mk 5, incorpora una multitud de pequeños cambios para mejorar su fiabilidad y aumentar ligeramente su cadencia de disparo a 1.500-1.700 disparos/minuto. No se fabricaron nuevos cañones ADEN Mk 5, pero muchos cañones viejos fueron modificados y redesignados Mk 5 Straden.
Los aviones que emplean el ADEN como armamento a bordo incluyen al A-4S Skyhawk, English Electric Lightning, Folland Gnat (y HAL Ajeet), Hawker Hunter, Gloster Javelin, Saab Lansen, Saab Draken, SEPECAT Jaguar, Supermarine Scimitar, y CAC Sabre. Existen varias versiones montadas en contenedores, incluyendo a las instaladas bajo el fuselaje del Hawker Siddeley Harrier (y de los AV-8A/C de los Marines), Sea Harrier y el FFV Aden sueco, que es empleado en el BAE Hawk (entre otros). El FFV Aden contiene el arma y 150 balas, tiene una longitud de 3,85 metros y pesa 364 kg completamente cargado      
El ADEN es muy similar al DEFA francés, ambas armas emplean el mismo tipo de munición de 30 mm.

### ADEN 25
El ADEN Mk 5 fue la base para el planificado ADEN 25, que iba a ser un arma algo más grande (2.290 mm de longitud y 92 kg) y dispararía el cartucho 25 x 137 OTAN (como el GAU-12 Equalizer) con una velocidad de boca de 1.050 m/s. Además, la munición más ligera producía una cadencia de 1.650-1.850 disparos por minuto. Desafortunadamente, el ADEN 25 estuvo plagado por severos problemas de diseño y no fue capaz de ajustarse al peso requerido. Finalmente fue cancelado en 1999. En consecuencia, los aviones Harrier GR.7 y GR.9 de la RAF actualmente no tienen cañón y por lo visto no se ha intentado instalarle los viejos contenedores con cañones ADEN de 30 mm. Los Sea Harrier de la Fleet Air Arm conservaron el cañón de 30 mm hasta que fueron retirados de servicio en 2006.

## Usuarios
- Arabia Saudita: Real Fuerza Aérea Saudí
- Australia: Real Fuerza Aérea Australiana
- Baréin: Real Fuerza Aérea Bareiní
- Bélgica: Componente Aéreo del Ejército Belga
- Catar: Fuerza Aérea Catarí
- Corea del Sur: Fuerza Aérea de la República de Corea
- Chile: Fuerza Aérea de Chile
- Dinamarca: Fuerza Aérea de Dinamarca
- Emiratos Árabes Unidos: Fuerza Aérea de los Emiratos Árabes Unidos
- España: Flotilla de Aeronaves
- Estados Unidos: Cuerpo Aéreo de los Marines
- Finlandia: Fuerza Aérea Finlandesa
- India: Fuerza Aérea India y Aeronaval India
- Indonesia: Fuerza Aérea Indonesia
- Irak: Fuerza Aérea Iraquí
- Jordania: Real Fuerza Aérea Jordana
- Kenia: Fuerza Aérea de Kenia
- Kuwait: Fuerza Aérea de Kuwait
- Líbano: Fuerza Aérea Libanesa
- Malasia: Real Fuerza Aérea de Malasia
- Omán: Real Fuerza Aérea de Omán
- Países Bajos: Real Fuerza Aérea de los Países Bajos
- Perú: Fuerza Aérea del Perú
- Reino Unido: RAF y Fleet Air Arm
- Rodesia: Fuerza Aérea de Rodesia
- Singapur: Fuerza Aérea de la República de Singapur
- Somalia: Fuerza Aérea Somalí
- Sudáfrica: Fuerza Aérea Sudafricana
- Suecia: Fuerza Aérea Sueca
- Suiza: Fuerza Aérea Suiza
- Tailandia: Unidad Aérea de la Real Armada Tailandesa
- Zimbabue: Fuerza Aérea de Zimbabue